# Justine-Herbigny
Justine-Herbigny é uma comuna francesa na região administrativa de Grande Leste, no departamento Ardenas. Estende-se por uma área de 12,27 km². Em 2010 a comuna tinha 177 habitantes (densidade: 14,4 hab./km²).